# Triphyllozoon sinuatum
Triphyllozoon sinuatum är en mossdjursart som först beskrevs av William MacGillivray 1884.  Triphyllozoon sinuatum ingår i släktet Triphyllozoon och familjen Phidoloporidae. Inga underarter finns listade i Catalogue of Life.